# Autostrade Centropadane
Autostrade Centropadane – włoska spółka będąca operatorem autostrady A21 na odcinku Piacenza - Brescia. Wydana przez ANAS koncesja będzie miała ważność do 30 września 2011 roku. Spółka Autostrade Centropadane powstała w roku 1960. Szefem jest Augusto Galli. Siedziba firmy mieści się w Cremonie. Mniejszościowe udziały w spółce należą do dwóch jednostek terytorialnych: Prowincji Brescia (22,999%) oraz Prowincji Cremona (15,536%).